# Comma syntonique
En théorie de la musique, le comma syntonique (appelé aussi comma majeur, comma naturel, comma de Didymus ou comma zarlinien) est l'intervalle entre deux notes de rapport de fréquences  81⁄80, soit environ 21,51 cents. Par exemple, il y a un comma syntonique entre le la 440Hz et une note à {\displaystyle {\frac {440\times 81}{80}}=445.5}Hz. C'est la différence entre une tierce pythagoricienne (de rapport 81⁄64) de la gamme pythagoricienne et une tierce pure (de rapport 5⁄4).
Le comma syntonique est important dans les tempéraments mésotoniques, qui sont des compromis de l'accord pythagoricien afin d'améliorer la justesse des tierces.

## Définitions

Le comma syntonique est la différence entre le mi obtenu en empilant des quintes depuis do et le mi de la tierce pure do-mi

Il existe plusieurs définitions équivalentes d'un comma syntonique. Le comma syntonique est la différence entre 
- le ton majeur (rapport 9⁄8) et le ton mineur (rapport 10⁄9) ; En effet, {\displaystyle {\frac {9/8}{10/9}}={\frac {9\times 9}{8\times 10}}={\frac {81}{80}}}.
- quatre quintes pures consécutives (rapport 81⁄16) et deux octaves plus une tierce majeure pure (rapport 5⁄4)[2], autrement dit deux tons majeurs appelé diton ou tierce pythagoricienne (rapport 81⁄64) et une tierce pure (rapport 5⁄4) ;
- une octave plus une sixte majeure pure (rapport 10⁄3) et trois quintes pures (rapport 27⁄8), autrement dit une sixte majeure pure (rapport 5⁄3) et une sixte majeure pythagoricienne (rapport 27⁄16) ;
- une octave plus une tierce mineure pure (rapport 12⁄5) et trois quartes pures (rapport 64⁄27), autrement dit une tierce mineure pure (rapport 6⁄5) et une tierce mineure pythagoricienne (rapport 32⁄27) ;
- cinq quintes pures (rapport 243⁄32) et deux octaves plus une septième majeure pure (rapport 15⁄2), autrement dit une septième majeure pythagoricienne (rapport 243⁄128) et une septième majeure pure (rapport 15⁄8) ;
- une octave plus une sixte mineure pure (rapport 16⁄5) et quatre quartes pures (rapport 256⁄81), autrement dit une sixte mineure pure (rapport 8⁄5) et une sixte pythagoricienne (rapport 128⁄81) ;
- une septième mineure pure (rapport 9⁄5) et deux quartes pures soit une septième mineure pythagoricienne dite faible (rapport 16⁄9) ;
- le demi-ton majeur de Zarlino (rapport 16⁄15) et le bémol pythagoricien (rapport 256⁄243).